# Amerikanische Kastanie
Die Amerikanische Kastanie (Castanea dentata) ist eine in Nordamerika heimische Laubbaumart aus der Gattung der Kastanien in der Familie der Buchengewächse (Fagaceae). Sie ist nicht zu verwechseln mit den Rosskastanien, sondern ist mit den in Europa vorkommenden Edelkastanien verwandt. Sie war einst der bedeutendste Waldbaum im Osten Nordamerikas.

## Beschreibung

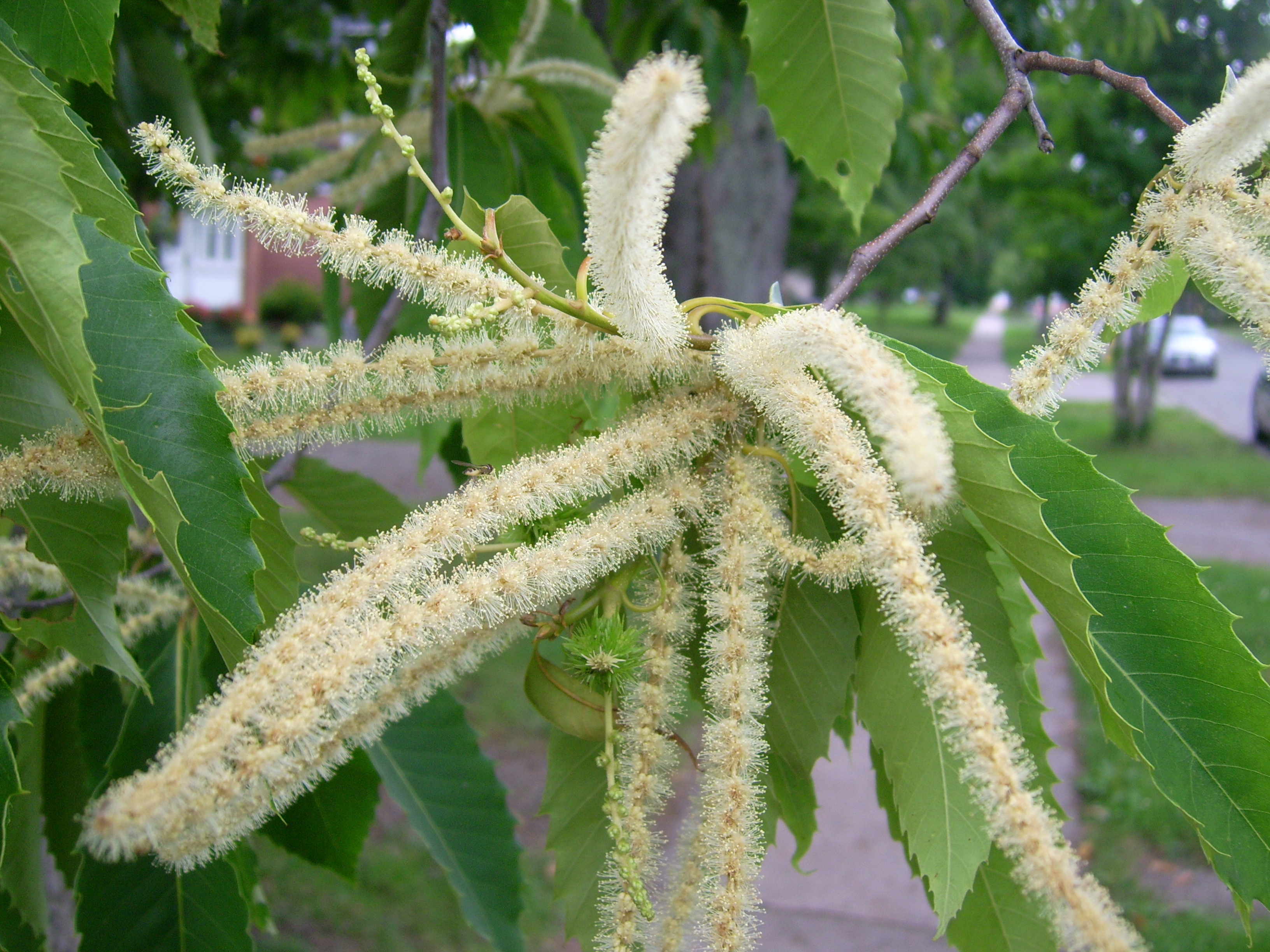
Männliche Blütenstände, ein grünlicher, weiblicher Blütenstand im unteren Zentrum

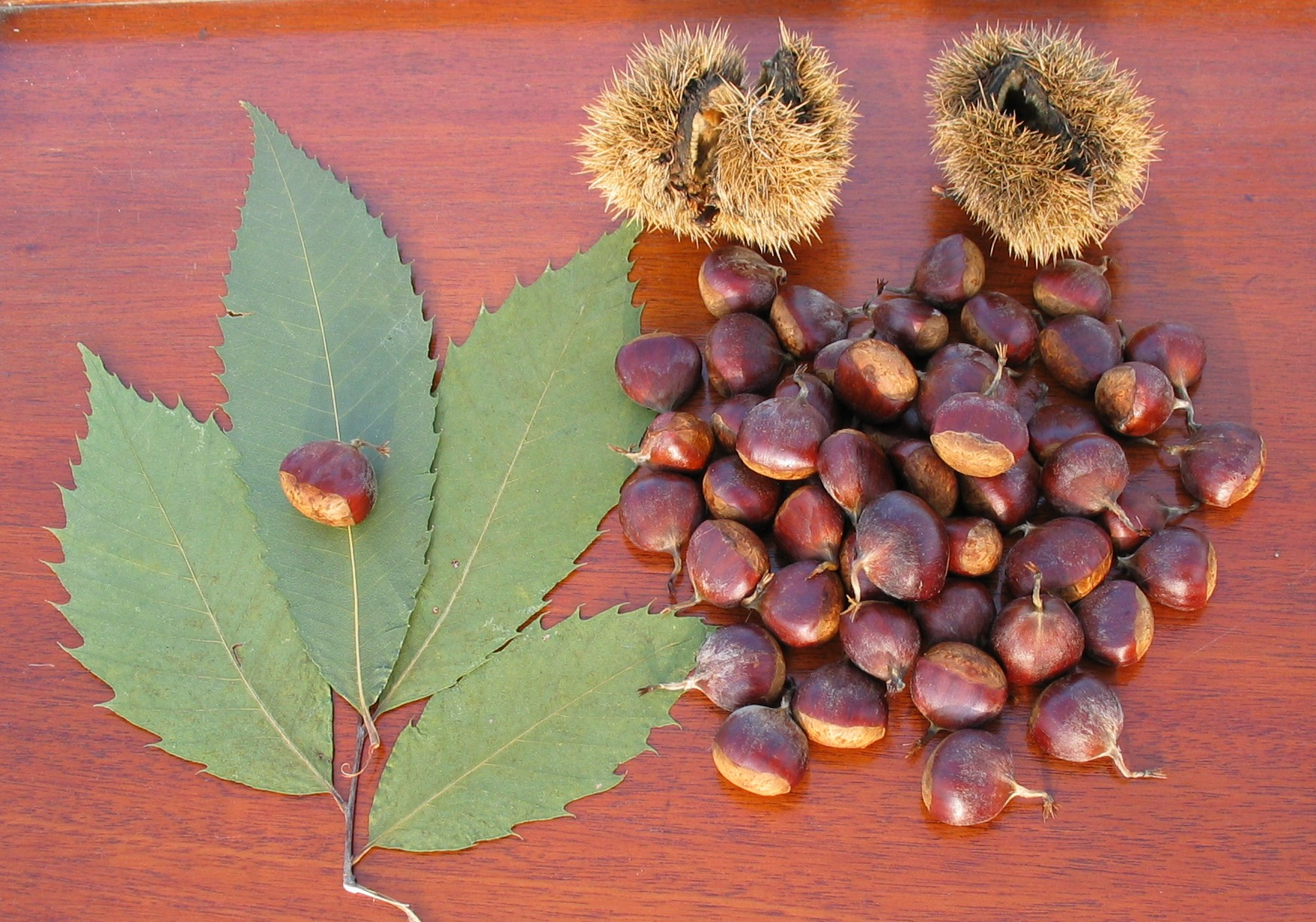
Früchte und Blätter

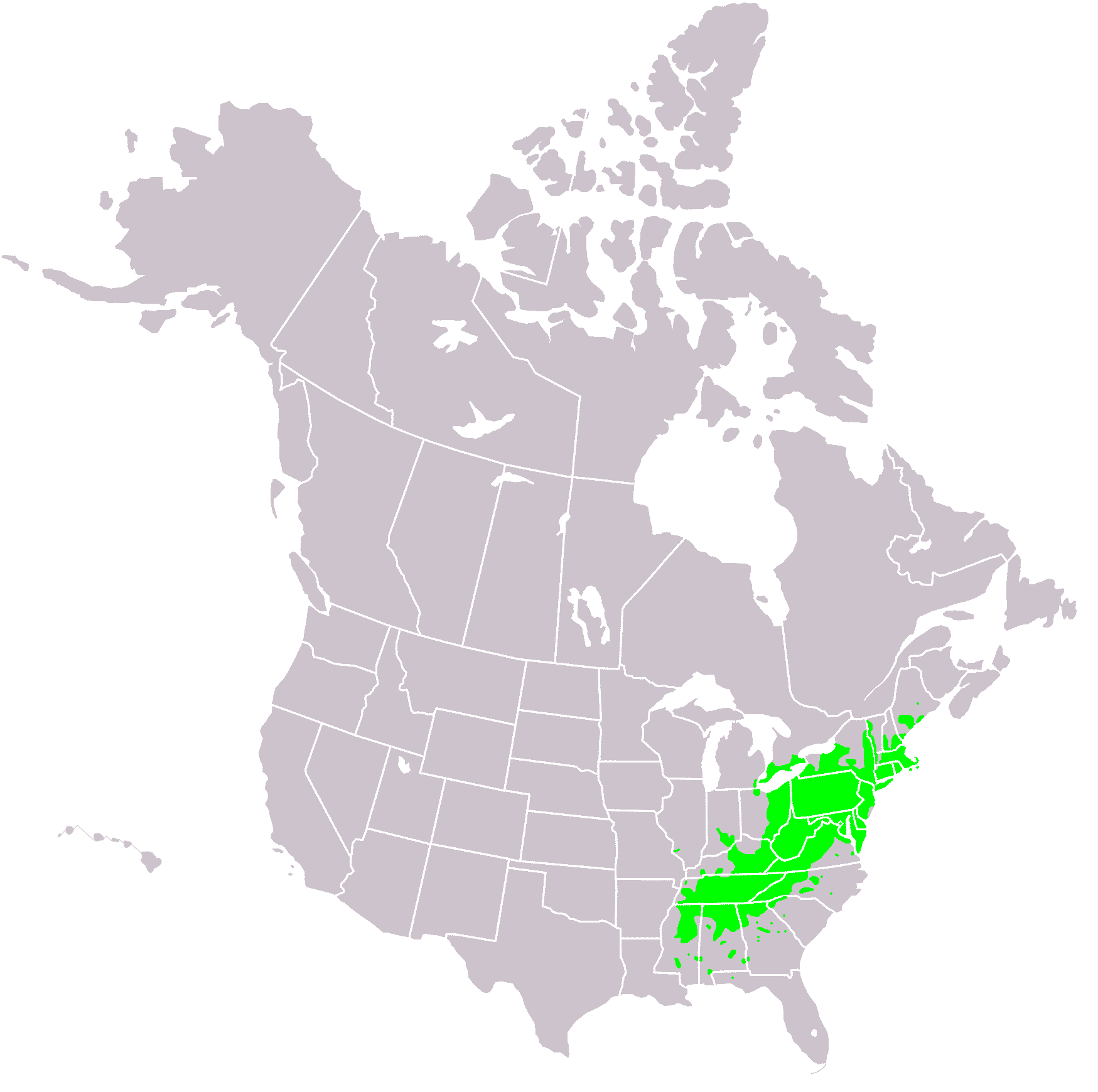
Verbreitungsgebiet

Die Amerikanische Kastanie ist ein stattlicher, schnell wachsender, laubabwerfender Laubbaum, der Wuchshöhen bis etwa 30 Meter, selten bis über 35 Meter bei Stammdurchmessern bis über 1,2 Meter, selten bis über 2,5 Meter erreicht. Die braun-graue Borke ist leicht rissig bis furchig.
Die wechselständigen und kurz gestielten Laubblätter sind 14–25 cm lang und 5–10 cm breit. Sie sind verkehrt-eiförmig, spitz bis zugespitzt und spitzig gesägt und grannenspitzig. Sie sind unterseits heller und fast kahl sowie feindrüsig, oberseits sind sie dünkler und kahl.
Sie sind ein wenig kleiner und breiter als die der Edelkastanie. Sie können am besten anhand der größeren und regelmäßig weiter auseinander liegenden Sägezahnung am Blattrand bestimmt werden, wie der wissenschaftliche Name dentata – lateinisch für „gezähnt“ – andeutet.
Die Amerikanische Kastanie ist einhäusig monözisch. Die Blüten duften unangenehm. Die funktionell männlichen Blüten stehen in achselständigen, schlanken Kätzchen. Die weiblichen Blütenstände stehen zu wenigen am Grund der oberen männlichen Blütenstande.
Die Amerikanische Kastanie bildet Nussfrüchte, wobei normalerweise drei, etwa 1,5–2,5 Zentimeter große, einseitig abgeflachten, dunkelbraunen Nüsse in einer Frucht enthalten sind. Sie sind überzogen mit einer ledrigen Haut und sind teils sehr fein behaart, in einer stachligen und vierteiligen, grünen Hülle. Die Nüsse mit auffälligem Hilum entwickeln sich im Spätsommer. Mit dem ersten Frost im Herbst öffnet sich die Hülle und fällt zu Boden.
Die Chromosomenzahl beträgt 2n = 24.

## Verbreitung
Beheimatet ist die Amerikanische Kastanie im östlichen Nordamerika. Ihr ursprüngliches Verbreitungsgebiet reicht von Maine über Südontario bis Mississippi sowie von der Atlantikküste bis zu den Appalachen und Ohio Valley.
Die Amerikanische Kastanie hatte in der Tier- und Pflanzenwelt eine große Bedeutung, da das Laub bzw. die Früchte vielen Tieren als Futter dienten, etwa dem Weißwedelhirsch, dem Truthahn und der ausgerotteten Wandertaube. Auch Amerikanische Schwarzbären sind dafür bekannt, die Nüsse für ihren winterlichen Fettvorrat zu fressen.

## Kastanienrindenkrebs

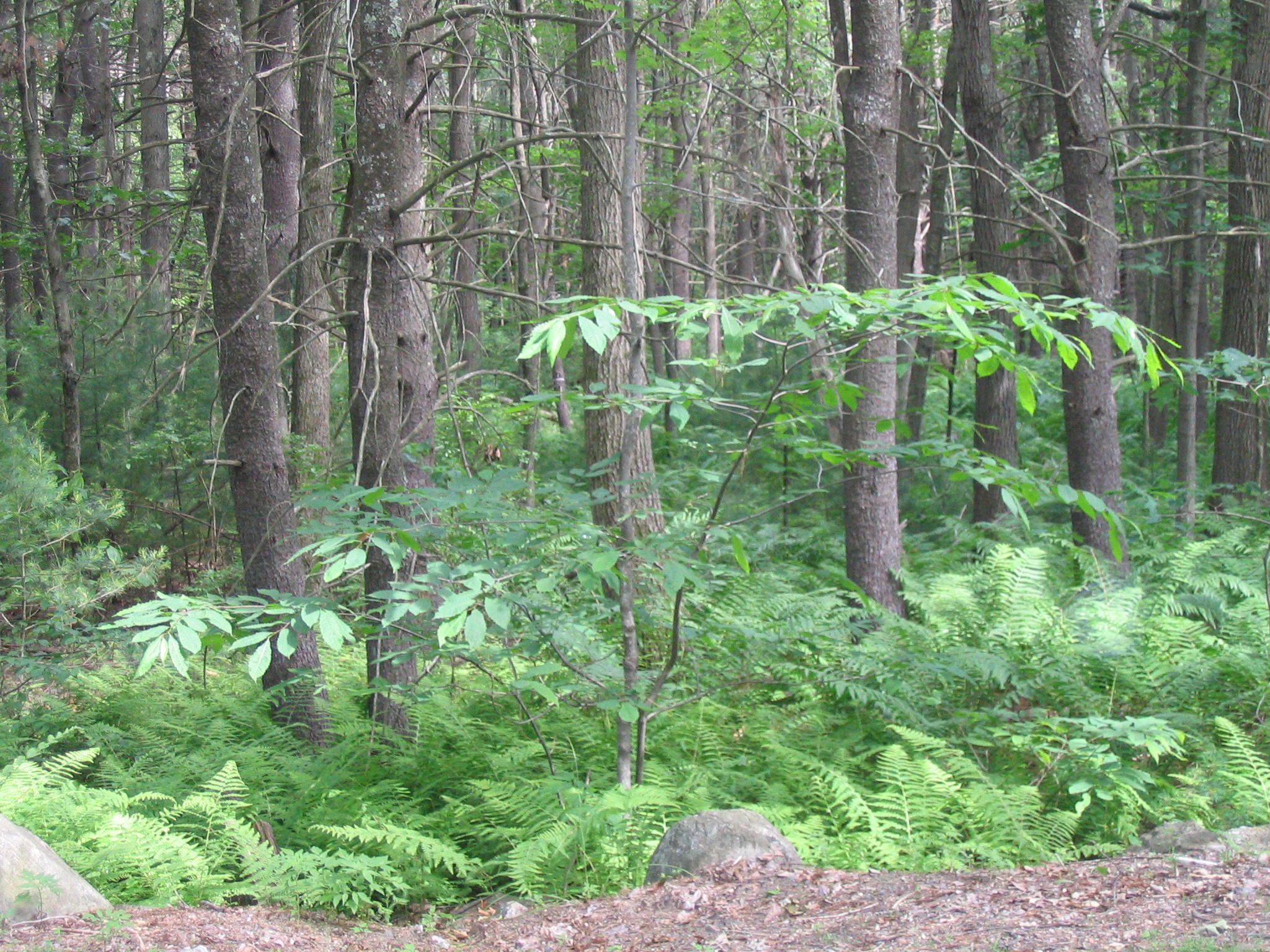
Jungbaum in natürlicher Umgebung

Die Amerikanische Kastanie war früher ein bedeutender Holzlieferant. 1904 wurde der asiatische Rindenpilz oder „Kastanienrindenkrebs“ (ein Schlauchpilz der Art Cryphonectria parasitica, Syn. Endothia parasitica) – für den die Kastanien sehr anfällig sind – versehentlich mit einem Bestand an Setzpflanzen einer chinesischen Zierkastanie in den Bronx Zoo nach Amerika eingeschleppt. Während sich die chinesischen Kastanien mit dem Krebs entwickeln konnten und immun dagegen sind, ist die Amerikanische Kastanie sehr anfällig für die Pilzkrankheit. Der „Kastanienrindenkrebs“ breitete sich durch die Luft etwa 80 km pro Jahr aus. In wenigen Jahrzehnten wurden so Milliarden von amerikanischen Kastanien befallen. Dabei wächst der Pilz im Kambium und in bzw. unter der Rinde des Baumes, unterbricht die Wasseraufnahme und damit auch die Nährstoffzufuhr. Als Folge des Befalls verkümmert der oberirdische Teil des Baumes. Die Baumstümpfe überleben die Krankheit, da die Wurzeln nicht angegriffen werden, und entwickeln neue Pflanzensprossen. Ferner wächst der Baum sehr schnell, und in vielen Fällen bricht der Krebs erst aus, nachdem die Rinde rauer geworden ist, ungefähr im zehnten Jahr. Bis dahin hat der Baum seine Früchte einige Jahre voll ausbilden können. Aus diesen Gründen wurde die Art vor der Ausrottung bewahrt, doch die neuen Pflanzenkeime an den Baumstümpfen werden kaum mehr als 6 Meter hoch, bevor der Pilz sie wieder befällt.
Es wird geschätzt, dass innerhalb ihres früheren Verbreitungsgebietes die Amerikanische Kastanie einen Anteil von einem Viertel am Baumbestand ausmachte, was insgesamt etwa 3,5 Milliarden Exemplaren entspricht. Heute gibt es wegen des Pilzes nur noch einige Dutzend ausgewachsener Bäume. Es wird angenommen, dass panisches Abholzen in den ersten Jahren der Baumkrankheit auch das unabsichtliche Zerstören von Bäumen zur Folge hatte, die gegen die Krankheit immun waren und dadurch auch die Entwicklung und Selektion pilzresistenter Varianten unterbunden wurde.
Der größte Teil des westlichen Nordamerika ist von dem Pilz bislang verschont geblieben. Amerikanische Kastanien gedeihen bis in den hohen Norden, zum Beispiel in Revelstoke, British Columbia. In Sherwood, Oregon können die am besten erhaltenen Bäume gefunden werden.
Am 18. Mai 2006 entdeckte ein Biologe des Ministeriums für natürliche Ressourcen in Georgia einen Baumbestand von annähernd einem halben Dutzend Bäumen in der Nähe von Warm Springs. Einer der Bäume ist 20–30 Jahre alt und 13 m hoch, und es wird vermutet, dass dies der bisher am südlichsten gesichtete Kastanienbaum ist, der die Fähigkeit hat, Blüten und Früchte auszubilden. Es wird angenommen, dass diese Bäume nicht zu einer pilzresistenten Varietät gehören, jedoch vielleicht durch das trockene und steinige Lokalklima oder durch andere Einflüsse der Umgebung, in der sie gefunden wurden, eine Resistenz entwickeln konnten. Mitarbeiter der American Chestnut Foundation werden die Bäume untersuchen und eventuell mit pilzresistenten Bäumen bestäuben und umgekehrt. Ein ungewöhnlich großer (26 m hoch, 35 cm im Durchmesser) „Überlebender“ wurde im Talladega Nationalpark, Alabama im Juni 2006 gefunden.

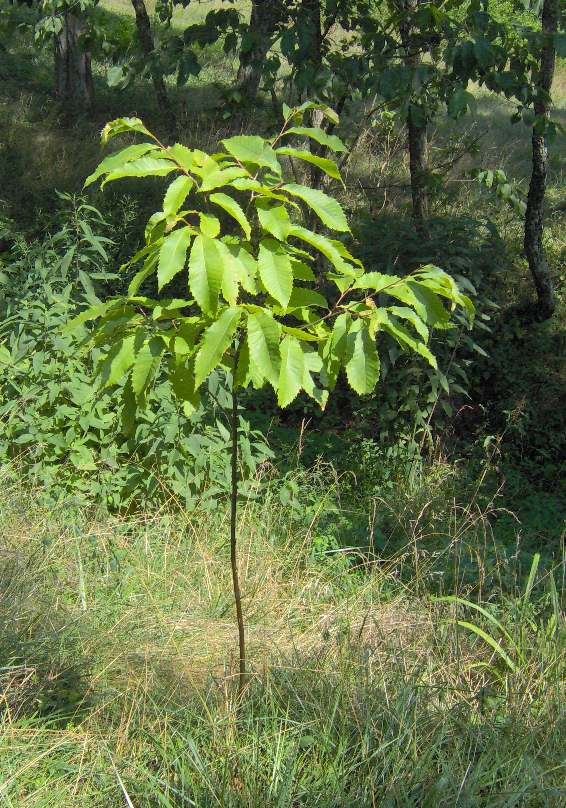
Jungbaum einer amerikanischen Kastanie in einem Feldversuch der American Chestnut Cooperators Foundation

Mehrere nordamerikanische Organisationen versuchen, pilzresistente Amerikanische Kastanien zu züchten.
- Eine davon ist die American Chestnut Cooperators Foundation, die all die Amerikanischen Kastanien züchtet, die eine natürliche Resistenz gegen den Pilz gezeigt haben.
- Der Canadian Chestnut Council ist eine kanadische Organisation, die versucht, die Bäume in Kanada, vorwiegend in Ontario, wieder anzusiedeln.
- Eine Weitere ist die American Chestnut Foundation, welche pilzresistente amerikanische/chinesische Kastanienhybriden mit einheimischen amerikanischen Kastanien rückkreuzt, wobei die Charakteristika und der genetische Aufbau des amerikanischen Gewächses zurückgewonnen werden, um letztendlich die verbesserten Generationen miteinander zu kreuzen und eine einheitliche pilzresistente Zucht zu erhalten. Das derzeitige Ziel ist die Wiedereingliederung der Art in die freie Natur. 2005 wurde ein Baumhybrid mit hohem Genanteil der Amerikanischen Kastanie auf den Rasen des Weißen Hauses gepflanzt, der dort bis zum heutigen Tag gedeiht.
- Das nationale Arboretum der Vereinigten Staaten zeigt ebenfalls Interesse an der Amerikanischen Kastanie und nutzt ähnliche Methoden der Kreuzung, um resistente Hybriden zu finden. Es wird angenommen, dass die Art in ungefähr sechs Jahren für Pflanzenversuche in der freien Natur bereit ist.
- Eine Forschergruppe am College of Environmental Science and Forestry der State University of New York konnte transgene Setzlinge erzeugen, die ein – im Weizen natürlich vorkommendes – Enzym produzieren können, das den Pilz abwehrt. Im Unterschied zu den Rückkreuzungen handelt es sich hier um sonst nicht veränderte artreine Kastanien. Das Forscherteam betonte, dass auch unter sonst der Gentechnik ablehnend gegenüberstehenden Menschen diese Vorgehensweise gewisse Akzeptanz findet, wohl weil hier nur ein Fehler des Menschen „ausgebessert“ wird, weil keinerlei Gewinnabsicht im Spiel ist und das Team keine Patentierung der Züchtung anstrebt. Nach ausstehender behördlicher Bewilligung könnte ab 2019 mit der Auswilderung begonnen werden.[8]

Der intrinsische und ökonomische Wert, die Amerikanische Kastanie wieder in ihr ehemaliges Verbreitungsgebiet in den Wäldern des Ostens der USA anzusiedeln, ist nicht abschätzbar.

## Verwendung
In den USA waren die Nüsse einst ein wichtiger wirtschaftlicher Faktor, wo sie in größeren Städten sogar auf den Straßen verkauft wurden, wie es mancherorts heute noch in der Weihnachtszeit praktiziert wird (gewöhnlich geröstet über offenem Feuer, so dass der Geruch weithin sofort erkannt wird). Kastanien sind roh oder geröstet genießbar; geröstet werden sie jedoch bevorzugt. Anstelle der amerikanischen Frucht werden in vielen Geschäften Nüsse der europäischen Edelkastanie angeboten. Um zu der essbaren gelblich-weißen Substanz im Inneren zu gelangen, wird die braune Haut abgeschält. Zu unterscheiden sind sie von den giftigen Rosskastanien.
Das Holz der Amerikanischen Kastanie ist ein wertvolles Hartholz, das jedoch durch das vom „Kastanienrindenkrebs“ ausgelöste Massensterben seine forstwirtschaftliche Bedeutung im Wesentlichen eingebüßt hat. Das Kernholz weist eine gerade Maserung auf und ist zäh wie Eiche. Obgleich leichter zu sägen und zu spalten, fehlt die vom Mittelpunkt ausgehende Endmaserung, wie sie bei den meisten anderen Harthölzern vorhanden ist. Der Baum ist für den kommerziellen Gebrauch besonders wertvoll, da die Amerikanische Kastanie schneller wächst als eine Eiche. Reich an Tanninen ist das Holz aufgrund seiner langen Haltbarkeit gut gegen Zerfall geschützt und wurde deshalb für vielfältige Zwecke verwendet, z. B. für die Möbelherstellung, Viehzäune, Schindeln, Hausbau, Bodenbelag, Eisenbahnschwellen, Sperrholz, Zellstoffpapier oder Telefonmasten. Auch werden Tannine aus der Rinde für das Gerben von Leder verwendet. Obwohl keine größeren Bäume mehr zur Verarbeitung zur Verfügung stehen, wird viel Kastanienholz aus historischen Scheunen in Möbel und anderes Zubehör eingearbeitet. Das Holz von „verwurmten“ Kastanien wurde durch Insekten beschädigt. Dieses Holz wurde von längst durch den Pilzbefall abgestorbenen Bäumen abgesägt. Das aus der Beschädigung resultierende Muster des Holzes ist aufgrund seines rustikalen Charakters beliebt.

## Mediale Rezeption
Im Film Picknick mit Bären wird das Massensterben der Amerikanischen Kastanienbäume mit der Vergänglichkeit des menschlichen Lebens verglichen. In dem Buch von Bill Bryson, auf dem der Film basiert, rückt die ökologische Bedeutung des Baumsterbens stärker in den Vordergrund.